# Microrégion de Parauapebas

Localisation de la microrégion de Parauapebas

La microrégion de Parauapebas est l'une des sept microrégions qui subdivisent le Sud-Est de l'État du Pará au Brésil.
Elle comporte 5 municipalités qui regroupaient 199 243 habitants en 2006 pour une superficie totale de 23 056 km2.

## Municipalités[1]
- Água Azul do Norte
- Canaã dos Carajás
- Curionópolis
- Eldorado dos Carajás
- Parauapebas